# Blaze (film 2018)
Blaze è un film del 2018 diretto da Ethan Hawke, con protagonista Ben Dickey.
La pellicola, adattamento cinematografico del romanzo biografico Living in the Woods in a Tree: Remembering Blaze scritto da Sybil Rosen, racconta le vicende di Blaze Foley, cantautore country ucciso a quarant'anni.

## Produzione
Le riprese si sono svolte nella Louisiana e nel Mississippi nel 2017.

## Promozione
Il primo trailer del film viene diffuso il 22 giugno 2018.

## Distribuzione
Il film è stato presentato al Sundance Film Festival 2018 il 21 gennaio.
La pellicola è stata distribuita nelle sale cinematografiche statunitensi a partire dal 7 settembre 2018, con un'anteprima ad Austin (Texas) il 17 agosto.

## Riconoscimenti
- 2018 - San Diego Film Critics Society Awards[4]
  - Candidatura per la migliore attrice non protagonista a Alia Shawkat
  - Candidatura per la miglior colonna sonora
- 2018 - Sundance Film Festival
  - Miglior attore a Ben Dickey
  - Candidatura per il gran premio della giuria: U.S. Dramatic